# Coro La Martinella
Il Coro La Martinella di Firenze è stato fondato nel 1970 dal Maestro Claudio Malcapi; è attualmente il coro ufficiale della sezione di Firenze del Club Alpino Italiano. Il coro deve il suo nome ad una delle tre campane della Torre di Arnolfo di Palazzo Vecchio, che veniva suonata nell'antichità per chiamare a raccolta i fiorentini. Il simbolo del coro rappresenta per l'appunto una campana sovrastante un giglio rosso, simbolo di Firenze.
Il suo repertorio attinge dal canto popolare e folcloristico della tradizione popolare toscana, con numerose armonizzazioni di canti inediti, principalmente ad opera del maestro Malcapi.
Il coro conta ad oggi circa 50 membri effettivi ed è membro dell'ACT - Associazione Cori Toscana e della Feniarco - Federazione Nazionale delle Associazioni Corali Regionali.

## Storia
Il coro nasce nel 1970 per opera del maestro Claudio Malcapi, che riunisce attorno a sé una decina di coristi non professionisti per dedicarsi all'esecuzione di canti alpini tratti dal repertorio di cori quali la SAT di Trento ed il Monte Cauriol di Genova (del quale lo stesso Malcapi era stato collaboratore).
Nel corso degli anni '70 però il repertorio viene allargato a canti popolari toscani, alcuni dei quali in precedenza inediti, che saranno incisi nei primi due LP, Dall'Arno all'Appennino (ed.Ricordi) e Peschi Fiorenti.
Nel 1989 la direzione del coro passa a Fabio Azzaroli, che rimane in carica per undici anni, nel corso dei quali cura l'incisione di altri due lavori discografici, Maremma Amara e Storie.
Dal 2001 la direzione è affidata ad Ettore Varacalli, sotto la cui guida il coro ha effettuato trasferte all'estero e pubblicato gli ultimi quattro lavori, Armonie di Vita, Giovanottino, 40 anni insieme! e La Nostra Voce realizzato in occasione del 45° del Coro.

## Tournée e concerti
Il coro nel corso degli anni si è esibito in prestigiosi scenari italiani quali il Teatro Regio di Parma, l'Auditorium della RAI di Torino, la sala della Scuola Grande di San Giovanni in Venezia, la Certosa di Parma, il saloncino del Teatro della Pergola di Firenze ed altri ancora.
All'estero il coro si è esibito nel 2003 e nel 2006 a Rovigno (Croazia), nel 2004 a Biasca (Svizzera), nel 2007 in Francia nell'ambito del festival corale internazionale Eurochor'Hom, nel 2008 a Lugano (Svizzera), nel 2009 ancora in Francia per il 7ème Rencontre Européenne de Chœurs d'Hommes del Delfinato e nel 2013 a Dublino (Irlanda) su invito del coro BMVC BALLINTEER.
Dal 1978 il Coro La Martinella organizza a Firenze la Rassegna corale fiorentina di canti tradizionali, manifestazione unica nel suo genere per il capoluogo toscano, che ha avuto luogo per molti anni nella suggestiva cornice del Salone dei Cinquecento in Palazzo Vecchio, ed alla quale hanno partecipato negli anni alcuni tra i più importanti cori italiani. Quest'anno la rassegna, giunta alla 39ª edizione, si svolge nello storico Teatro Goldoni.
Nel Dicembre 2011 si è esibito nell'Aula della Camera dei Deputati a Montecitorio nell'ambito del CONCERTO DI NATALE DELLA CORALITà DI MONTAGNA.
In occasione dei 150 anni dell'Unità d'Italia ha preso parte a due concerti organizzati dalla Regione Toscana nell'ambito delle manifestazioni ed è stato insignito dal MINISTERO DEI BENI CULTURALI dell'ATTESTATO DI "CORO DI INTERESSE NAZIONALE".
Nel 2015 ha iniziato una collaborazione con L'Opera di Firenze - Maggio Musicale Fiorentino con due concerti sulla Grande Guerra in cui oltre ai canti sono state lette lettere dal fronte dall'attrice Rosa Sarti. Nel 2016 la collaborazione continua sempre con la formula canti-recitativo sul tema della 2ª guerra mondiale.

## La ricerca etno-musicale
Sin dai primi anni '70 il fondatore Claudio Malcapi si è dedicato alla sistematica raccolta e catalogazione di canti popolari, tramite registrazioni in presa diretta sul territorio del contado fiorentino e toscano; dal suo personale archivio provengono molti dei brani che costituiscono il vanto ed il marchio distintivo del coro.
Il volume "Canzoni Toscane" propone le armonizzazioni per coro virile di quaranta di questi canti, dei quali vengono forniti cenni storici ed identificate le analogie con brani della tradizione di altre regioni italiane ed europee.

## Repertorio
Attualmente il coro vanta un repertorio stabile di circa 80 brani, perlopiù canti popolari italiani (prevalentemente toscani ed alpini) e stranieri, oltre a brani contemporanei d'autore di ispirazione popolare.

## Discografia
- 1978 - Dall'Arno all'Appennino (LP)
- 1989 - Peschi Fiorenti (LP)
- 1995 - Maremma Amara (MC)
- 2000 - Storie (CD)
- 2004 - Armonie di Vita (CD)
- 2006 - Giovanottino (CD)
- 2010 - 40 anni insieme! (CD)
- 2015 - La Nostra Voce (CD)

## Pubblicazioni
- 1981 - Canzoni Toscane (Libreria Editrice Fiorentina)